# Campeonato Nacional de Albania 1956
El Campeonato Nacional de Albania de 1956 (en albanés, Kampionati Kombëtar Shqiptar 1956) fue la 19a. edición del Campeonato Nacional de Albania.

## Resumen
Fue disputado por 9 equipos, y Dinamo Tirana ganó el campeonato.

## Clasificación
|               | Pos. | Equipo        | PJ | PG | PE | PP | GF | GC | Dif. | Pts. |
| ------------- | ---- | ------------- | -- | -- | -- | -- | -- | -- | ---- | ---- |
|               | 1    | Dinamo Tirana | 16 | 13 | 3  | 0  | 35 | 8  | +27  | 29   |
|               | 2    | Partizani     | 16 | 10 | 3  | 3  | 37 | 10 | +27  | 23   |
|               | 3    | Puna Tiranë   | 16 | 7  | 3  | 6  | 24 | 19 | +5   | 17   |
|               | 4    | Puna Vlore    | 16 | 6  | 4  | 6  | 21 | 20 | +1   | 16   |
|               | 5    | Puna Korçë    | 16 | 6  | 3  | 7  | 20 | 33 | -13  | 15   |
|               | 6    | Puna Durrës   | 16 | 6  | 1  | 9  | 12 | 23 | -11  | 13   |
|               | 7    | Puna Kavajë   | 16 | 4  | 4  | 8  | 21 | 30 | -9   | 12   |
| Decrecimiento | 8    | Puna Shkodër  | 16 | 4  | 4  | 8  | 12 | 19 | -7   | 12   |
| Decrecimiento | 9    | Puna Berat    | 16 | 3  | 1  | 12 | 11 | 31 | -20  | 7    |